# Трентон (Флорида)
Трентон (англ. Trenton) — місто (англ. city) в США, в окрузі Гілкріст штату Флорида. Населення — 2015 осіб (2020).

## Географія
Трентон розташований за координатами 29°36′34″ пн. ш. 82°48′53″ зх. д. / 29.60944° пн. ш. 82.81472° зх. д. (29.609404, -82.814686). За даними Бюро перепису населення США в 2010 році місто мало площу 8,85 км², уся площа — суходіл.

## Демографія
Згідно з переписом 2010 року, у місті мешкало 1999 осіб у 676 домогосподарствах у складі 484 родин. Густота населення становила 226 осіб/км². Було 786 помешкань (89/км²).
Расовий склад населення:
| - 74,2 % — білих - 17,6 % — чорних або афроамериканців - 0,6 % — корінних американців - 0,6 % — азіатів - 4,3 % — осіб інших рас |

До двох чи більше рас належало 2,8 %. Частка іспаномовних становила 7,9 % від усіх жителів.
За віковим діапазоном населення розподілялося таким чином: 29,2 % — особи молодші 18 років, 54,3 % — особи у віці 18—64 років, 16,5 % — особи у віці 65 років та старші. Медіана віку мешканця становила 32,1 року. На 100 осіб жіночої статі у місті припадало 85,1 чоловіків; на 100 жінок у віці від 18 років та старших — 79,6 чоловіків також старших 18 років.
Середній дохід на одне домашнє господарство становив 50 096 доларів США (медіана — 34 449), а середній дохід на одну сім'ю — 50 876 доларів (медіана — 40 978). Медіана доходів становила 33 277 доларів для чоловіків та 30 417 доларів для жінок. За межею бідності перебувало 28,4 % осіб, у тому числі 39,6 % дітей у віці до 18 років та 15,0 % осіб у віці 65 років та старших.
Цивільне працевлаштоване населення становило 752 особи. Основні галузі зайнятості: науковці, спеціалісти, менеджери — 16,6 %, освіта, охорона здоров'я та соціальна допомога — 16,0 %, роздрібна торгівля — 15,3 %.